# Fritz Schulz
Fritz Schulz (Bolesławiec, 16 giugno 1879 – Oxford, 12 novembre 1957) è stato un giurista tedesco.
Lo si annovera tra i più importanti studiosi del Diritto romano del XX secolo. A causa delle sue origini ebree e delle sue opinioni politiche fu costretto ad emigrare in Inghilterra durante il regime nazista.